# Sphaerophragmium dalbergiae
Sphaerophragmium dalbergiae är en svampart som beskrevs av Dietel 1893. Sphaerophragmium dalbergiae ingår i släktet Sphaerophragmium och familjen Raveneliaceae.   Inga underarter finns listade i Catalogue of Life.